# Ketteringham
Ketteringham – wieś w Anglii, w hrabstwie Norfolk, w dystrykcie South Norfolk. Leży 10 km na południowy zachód od miasta Norwich i 150 km na północny wschód od Londynu. W 2001 miejscowość liczyła 169 mieszkańców.